# Mária Tomašková
Mária Tomašková (* 26. září 1929) byla slovenská a československá politička a bezpartijní poslankyně Sněmovny lidu Federálního shromáždění za normalizace.

## Biografie
K roku 1971 se profesně uvádí jako agronomka JZD. Ve volbách roku 1971 zasedla do Sněmovny lidu (volební obvod č. 180 – Banská Štiavnica, Středoslovenský kraj).Ve FS setrvala do konce funkčního období, tedy do voleb roku 1976.